# تبادل البطاقات
تبادل البطاقات هو مشروع إلكتروني يتيح تبادل البطاقات البريدية مع أعضاء آخرين حول العالم. شعار المشروع هو "أرسل بطاقة بريدية واستلم بطاقة بريدية من شخص عشوائي في مكان ما من العالم!". إن اسم تبادل البطاقات Postcrossing هو مزيج من كلمتي بطاقة postcard وعبور بمعنى تبادل crossing، وأصله "مستوحى بشكل غير مباشر من موقع تبادل الكتب.
يمكن للأعضاء الحصول على تفاصيل أعضاء آخرين يجري اختيارهم عشوائيًا لإرسال بطاقة بريدية إليهم، ثم استلام بطاقات من أعضاء آخرين عشوائيين. تحصل عملية التبادل الرسمية بين العضوين مرة واحدة فقط، ولكن من الممكن إجراء عمليات تبادل غير رسمية مستمرة بينهما. اعتبارًا من يونيو 2025، بلغ عدد أعضاء موقع تبادل البطاقات Postcrossing ما يقرب من 805,000 عضو في 209 دولة ومنطقة، وحصل تبادل للبطاقات بعدد أكثر من 82 مليون بطاقة بريدية مسجلة.

## آلية عمل تبادل البطاقات في الموقع
لكي يكون العضو مؤهلاً لاستلام بطاقة بريدية، يجب عليه أولاً إرسال واحدة. عندما يطلب عضو إرسال بطاقة بريدية، يُمنح عنوان عضو آخر ومعرف بطاقة بريدية فريد (مثل US-787). يرسل بطاقة بريدية إلى هذا العنوان مع عرض معرف البطاقة البريدية. تقع تكاليف البطاقات البريدية ورسوم البريد على عاتق المستخدم الذي يرسل البطاقة. عندما يسجل المستلم معرف البطاقة البريدية، يصبح المرسل مؤهلاً لاستلام البطاقات البريدية. يمكن لكل عضو كتابة نص ملف تعريف مرئي للمرسل والذي يمكن أن يحتوي على معلومات شخصية وتفضيلات البطاقة البريدية. يسمح نظام تبادل البطاقات لعضوين بتبادل البطاقات البريدية مرة واحدة فقط. بشكل افتراضي، سيتبادل الأعضاء البطاقات البريدية مع دول أخرى غير دولتهم ولكن يمكنهم اختيار تبادل البطاقات البريدية مع مستخدمين آخرين في بلدهم. يمكن للمستخدمين التعبير عن تفضيلهم بعدم الإرسال إلى دول متكررة ولكن هذا لا يضمن عدم وجود تكرار.
في البداية، يُسمح لكل عضو بحمل ما يصل إلى خمس بطاقات بريدية في المرة الواحدة. بعد إرسال خمس بطاقات، عليه انتظار تسجيل البطاقة كمستلمة قبل طلب عنوان آخر. يزداد الحد الأقصى كلما اكتسب المستخدمون خبرة في تبادل البطاقات، ليصل إلى 100 بطاقة كحد أقصى. نسبة قليلة من البطاقات البريدية لا تُسجل كمستلمة لأنها تُفقد أثناء النقل، أو أن هويتها غير مقروءة، أو أنها تُستلم من أعضاء لم يعودوا نشطين. يحاول النظام معالجة هذه المشكلات لتقليل الفرق بين عدد البطاقات البريدية المرسلة والمستلمة لكل عضو.

## الأعضاء
العضوية في موقع تبادل البطاقات مجانية، ويمكن لأي شخص لديهِ عنوان بريدي إنشاء حساب خاص لهُ في الموقع. يتركز أكبر عدد من الأعضاء، المعروفين باسم "مُرسلي البريد"، في روسيا وتايوان والولايات المتحدة. عالميًا، يقيم معظم مُرسلي البريد في أمريكا الشمالية وأوروبا وشرق آسيا. اعتبارًا من يونيو 2025، أُرسل حوالي 42% من إجمالي البطاقات البريدية من ألمانيا والولايات المتحدة وروسيا.
| الرتبة | الدولة           | المستخدمين |
| ------ | ---------------- | ---------- |
| 1.     | روسيا            | 113,504    |
| 2.     | تايوان           | 111,799    |
| 3.     | الولايات المتحدة | 76,394     |
| 4.     | الصين            | 70,699     |
| 5.     | ألمانيا          | 64,659     |
| 6.     | هولندا           | 35,313     |
| 7.     | بيلاروس          | 31,203     |
| 8.     | بولندا           | 29,763     |
| 9.     | أوكرانيا         | 24,202     |
| 10.    | التشيك           | 21,597     |
| 11.    | فرنسا            | 18,336     |
| 12.    | المملكة المتحدة  | 18,198     |
| 13.    | فنلندا           | 15,913     |
| 14.    | يابان            | 12,818     |
| 15.    | الهند            | 11,404     |

| الرتبة | الدولة           | بطاقات البريد المرسلة |
| ------ | ---------------- | --------------------- |
| 1.     | ألمانيا          | 14,658,286            |
| 2.     | الولايات المتحدة | 10,645,139            |
| 3.     | روسيا            | 9,208,635             |
| 4.     | هولندا           | 5,639,380             |
| 5.     | فنلندا           | 4,574,889             |
| 6.     | الصين            | 3,386,761             |
| 7.     | تايوان           | 3,222,067             |
| 8.     | بيلاروس          | 2,977,419             |
| 9.     | اليابان          | 2,113,586             |
| 10.    | التشيك           | 2,029,619             |
| 11.    | بولندا           | 1,778,568             |
| 12.    | المملكة المتحدة  | 1,723,451             |
| 13.    | أوكرانيا         | 1,691,366             |
| 14.    | فرنسا            | 1,643,651             |
| 15.    | كندا             | 1,472,870             |

 آخر تحديث للجدول في 17 حزيران 2025.

## تاريخ
موقع تبادل البطاقات "بوست كروسينغ" صممهُ وأنشأهُ باولو ماغالهايس. كان في البداية هوايةً نابعةً من استمتاعه بتلقي البطاقات البريدية: "إن عنصر المفاجأة في تلقي بطاقات بريدية من أماكن مختلفة حول العالم (والتي ربما لم تسمع عنها من قبل) يمكن أن يحوّل صندوق بريدك إلى صندوق مفاجآت - ومن منا لا يعجبه ذلك؟" أطلق باولو ماغالهايس الموقع في 14 يوليو 2005، مستضافًا في منزلهِ على جهاز حاسوب قديم في خزانة ملابس. نما المشروع عالميًا بسرعة، بدايةً من خلال التناقل الشفهي ثم روّج له الإعلام.
استلمت البطاقة البريدية المليون من موقع تبادل البطاقات "بوست كروسينغ" في 11 أبريل 2008. واستمرت شعبية المشروع في التزايد، لتصل إلى عدد مليوني بطاقة مستلمة في فبراير 2009. استلمت البطاقة البريدية رقم خمسة ملايين في أغسطس 2010، بعد وقت قصير من الذكرى السنوية الخامسة للمشروع، وسجل استلام البطاقة البريدية رقم عشرة ملايين في يناير 2012. واعتبارًا من عام 2025، سيسجل ما يقرب من مليون بطاقة بريدية كل شهرين أو ثلاثة أشهر، متجاوزين بذلك علامة فارقة تتمثل في استلام 80 مليون بطاقة بريدية في 7 يناير 2025.

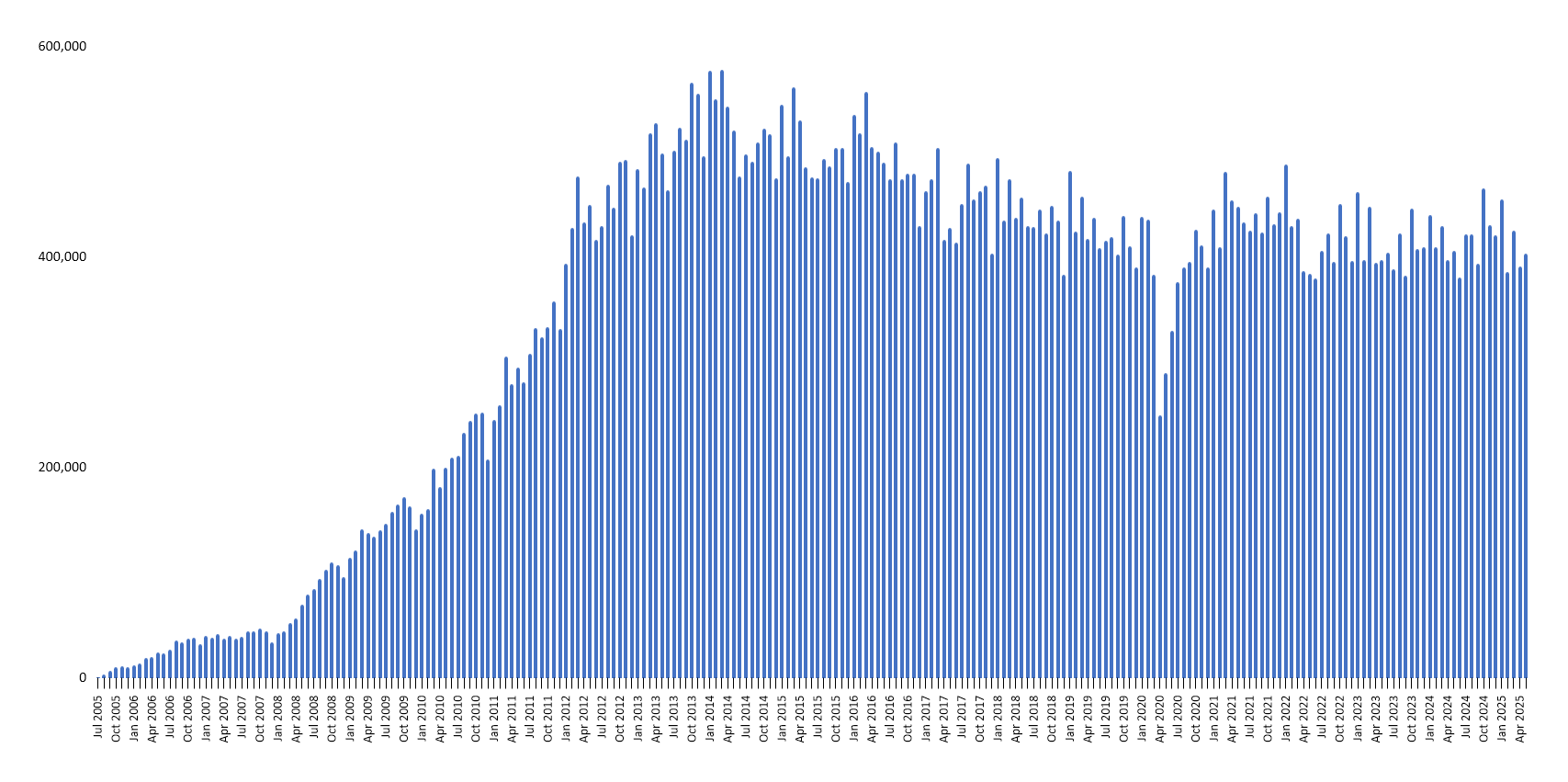
احصائية عدد البطاقات المتبادلة في الموقع للفترة (تموز 2005–أيار 2025)

## طوابع بريد بصيغة (تبادل البطاقات)
صدر أول طابع بريد يحمل موضوع تبادل البطاقات Postcrossing بواسطة شركة بوست إن إل في عام 2011. ومنذ ذلك الحين، حذت خدمات البريد في أكثر من اثنتي عشرة دولة حذوها وأصدر بعضها طوابع بريد متعددة تحمل موضوع تبادل بطاقات البريد. طبعت واصدرت غالبية الطوابع بالشراكة مع مجتمع موقع تبادل البطاقات ولكن بعض الطوابع "غير الرسمية" عرضت العلامة التجارية تبادل بطاقات البريد Postcrossing دون موافقة موقع تبادل البطاقات.

### قائمة طوابع البريد الرسمية
تطبع وتنشر الطوابع التي يدعمها مجتمع تبادل بريد البطاقات Postcrossing رسميًا على مدونة تبادل البطاقات:
- شركة بوست إن إل أكتوبر 2011.
- بوستي (فنلندا)، سبتمبر 2013.
- بيلبوشتا (بيلاروسيا)، يناير 2014.
- بريد غيرنسي، مايو 2014.
- البريد الروسي، يناير 2015.
- بريد سلوفينيا، مايو 2015.
- بريد التشيك، سبتمبر 2015.
- البريد الأوكراني، أكتوبر 2015.
- بريد هولندا، مارس 2016.
- البريد النمساوي، مايو 2016.
- بريد بولندا، يوليو 2016.
- بريد بيلبوشتا، يناير 2017.
- بريد رومفيلاتيليا (رومانيا)، فبراير 2017.
- بريد أندونيسيا، يوليو 2017.
- البريد السويسري، سبتمبر 2017.
- بريد أيرلندا، أكتوبر 2017.
- البريد المجري، فبراير 2018.
- بريد مولدوفا، يونيو 2018.
- بريد أولاند، 7 يونيو 2019.
- شركة البريد والتلغراف البرازيلية، يوليو 2020.
- بريد غيرنسي يونيو 2021.
- بيلبوشتا، يونيو 2021.
- بريد النمسا، يوليو 2021.
- بريد لوكسمبورغ، سبتمبر 2022.
- البريد الألماني، أكتوبر 2022.
- بريد نيوزيلندا، أغسطس 2024.
- البريد البولندي، أكتوبر 2024.
- بريد بلجيكا، يونيو 2025.

## اليوم العالمي للبطاقات البريدية (1 أكتوبر)
في الأول من أكتوبر/تشرين الأول 2019، نظم موقع تبادل البطاقات فعاليات عالمية للاحتفال بالذكرى المائة والخمسين للبطاقات البريدية. وشملت الفعاليات معارض للبطاقات البريدية، وعلامات إلغاء خاصة، وورش عمل وندوات لكتابة بطاقات البريد، وبطاقات البريد التذكارية، وإصدارات خاصة للطوابع. نظم موقع تبادل البطاقات معرضًا في مقر الاتحاد البريدي العالمي (UPU) في برن، شاركت فيه بطاقات بريدية من جميع أنحاء العالم، لتبادل رسائل حول أهمية البطاقات البريدية.
بعد نجاح هذه الفعاليات، أطلق موقع تبادل البطاقات في عام 2020 يوم البطاقات البريدية العالمي. وأُصدرت بطاقات بريد تذكارية وعلامات إلغاء خاصة بهذه المناسبة. واختيرت بطاقة بريد تذكارية للحدث في مسابقة لطلاب التصميم والفنون. وشملت الفعاليات الخاصة معارض بطاقات بريدية عبر الإنترنت، وورش عمل في كتابة البطاقات البريدية، واجتماعات عبر الإنترنت. ووُضعت خطة دراسية بثماني لغات لمساعدة المعلمين على تعريف الأطفال الصغار بالبطاقات البريدية في المدارس. وتُقام فعاليات أخرى سنويًا منذ عام 2020.

## روابط خارجية
- Postcrossing Official Forum
- Postcrossing Facebook Page
- World Postcard Day website
- Interviews with Postcrossers from Bangladesh, Ethiopia, Ghana, South Africa, and Tanzania